# Francesco Becchetti
Francesco Becchetti (* 8. August 1966 in Rom) ist ein italienischer Unternehmer und Fußballmanager.

## Leben
Becchetti ist in der Abfall- und Baubranche aktiv. Zudem ist er Präsident des englischen Leyton Orient Football Club. Becchetti erhielt die Konzession, mit seiner italienischen Firma BEG am Fluss Vjosa im Süden Albaniens das Wasserkraftwerk Kalivaç zu bauen. In Tirana gründete er den TV-Sender Agon Channel. Am 10. Oktober 2015 musste der Sender wegen Überschuldung den Betrieb einstellen.
Im Sommer 2014 hat Becchetti den englischen Viertligisten Leyton Orient Football Club aus London-Leyton erworben. Becchetti wurde im Januar 2016 von der englischen Football Association für sechs Spiele mit Stadionverbot und einer Geldstrafe von 40.000 £ belegt, weil er beim Spiel gegen Portsmouth dem stellvertretenden Trainer seiner Mannschaft, Andy Hessenthaler, einen Tritt verpasst hatte.